# Sorcerer 2014
Sorcerer 2014 es la trigésima banda sonora compuesta por el grupo alemán de música electrónica Tangerine Dream. Publicada en abril de 2014 por el sello Eastgate se trata de una nueva versión de la música compuesta para la película homónima dirigida por William Friedkin en 1977.
Sylvain Lupari, en su crítica para synthsequences.com, índice en la diferencia entre la banda sonora publicada en 1977 y esta reseñando "todo es más intenso aquí. Y es un acierto, debo admitir. Pero debes entenderlo: 6 músicos y una gran cantidad de moderna instrumentación versus 3 músicos con un equipo muy limitado en 1978 (sic). La batalla sonora es desigual y la riqueza musical se vuelve entonces enorme.(...) Ahora bien, ¿es una buena iniciativa?. Personalmente creo que Edgar Froese tiene todo el derecho sobre su música y, siempre que esté bien hecho, ¡por qué no!. Y Sorcerer 2014 está muy bien hecho."

## Producción

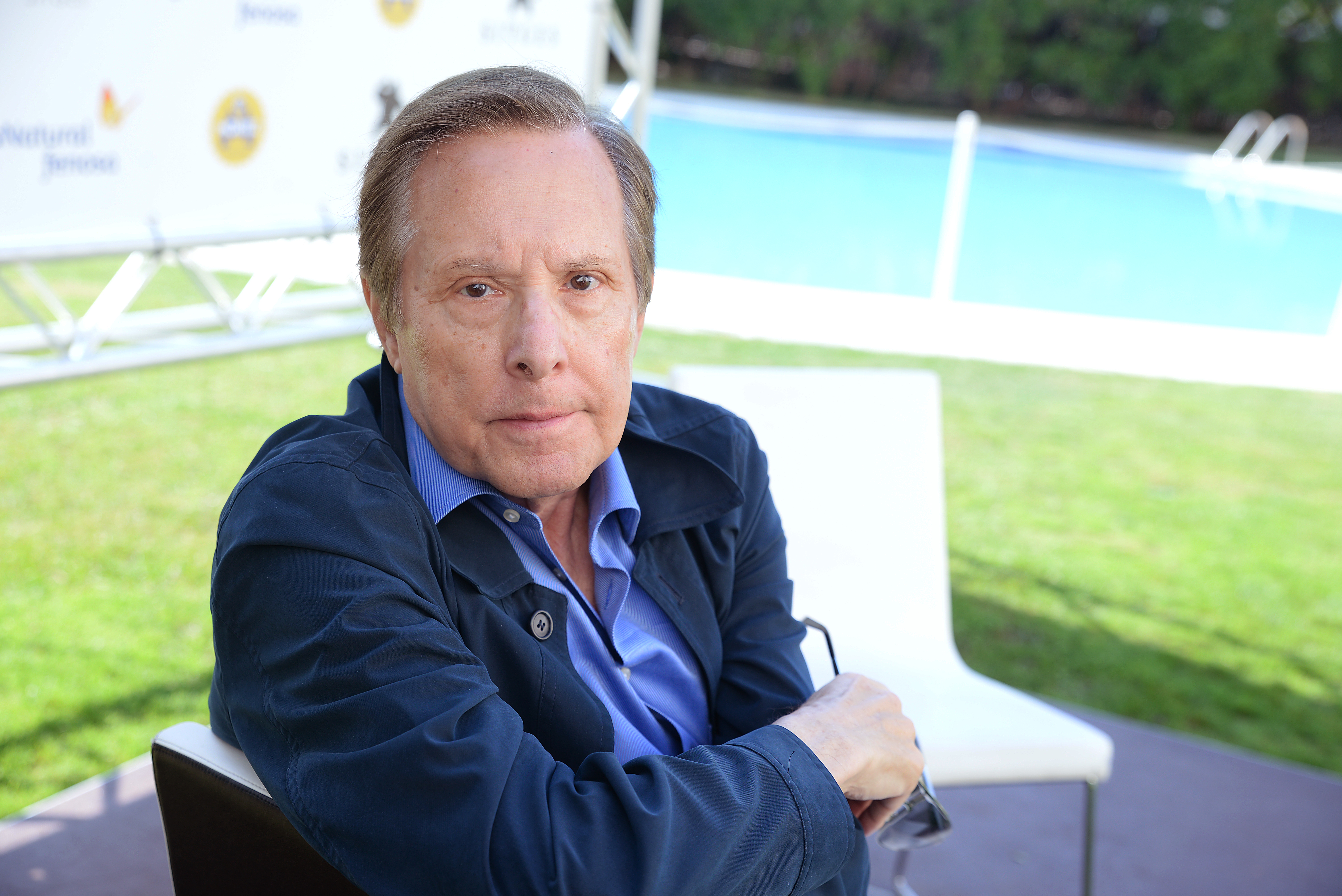
William Friedkin director de Sorcerer

Estrenada en 1977, dirigida por William Friedkin, e interpretada por Roy Scheider, Bruno Cremer, Francisco Rabal y Amidou en sus papeles principales, Sorcerer es un thriller de acción que narra las aventuras de un grupo de hombres que deben atravesar la selva mexicana para suministrar un cargamento de nitroglicerina.
La banda sonora original, compuesta por Christopher Franke, Edgar Froese y Peter Baumann, fue el primer encargo como banda sonora que Tangerine Dream recibiera. Tal como recordara Franke William Friedkin escuchó el trabajo que el grupo estaba desarrollando entonces y, al parecerle un estilo musical novedoso e innovador, decidió contactar con ellos para que se encargaran de la composición de la banda sonora.

"Escuché por primera vez a Tangerine Dream mientras estaba en Munich para el estreno de El Exorcista. Si los hubiera escuchado antes les habría pedido que compusieran la banda sonora de esa película. Un año después nos conocimos en París. Les narré la historia de Sorcerer y les di un guion.(...) Un día, en medio de un bosque en República Dominicana, aproximadamente a seis meses del rodaje llegó una cinta del grupo con noventa minutos de impresiones musicales. Es a partir de esa cinta que se realizó la banda sonora aunque los músicos no habían visto ni como estaba escrita ni imágenes del rodaje. Sin embargo, de alguna manera, pudieron capturar y mejorar cada matiz de cada momento donde se escucha la música. La película y la partitura son inseparables."
William Friedkin 

Con motivo de la reedición de la película en formato DVD Edgar Froese decidió realizar una nueva versión con instrumentación digital y grabada en vivo. Previamente a la grabación del álbum se realizó un concierto el 3 de abril en la Tivolis Koncertsal de Copenhague en la que, en presencia de William Friendkin, se estrenó la banda sonora completa con el listado de canciones que se publicaron semanas después.

"Pensé que nunca vendría a Escandinavia. Vinimos porque Sorcerer, con nuestra banda sonora para Hollywood, se publicó en formato Blu-Ray y ahora el director está viajando por todo el mundo para promocionarlo. La academia de cine danesa nos invitó a interpretar la partitura completa. Por eso estamos aquí."
Edgar Froese (2014) 

Semanas después se publicó un álbum doble en el que el primer disco es la regrabación de las canciones previamente conocidas. El segundo disco incluye material descartado, pero remitido a Friedkin, y otras composiciones que se realizaron en la fecha pero que entonces no se habían grabado. La intención, según indicó Froese, era que si el material remitido originalmente no resultaba del agrado del director el grupo pudiera presentar nuevas propuestas a tiempo. Sin embargo la positiva calificación de Friedkin al material enviado originalmente supuso que esos bocetos quedaran archivados hasta entonces.

"Sorcerer fue compuesta en 1976. Nosotros teníamos aproximadamente 90 minutos de grabaciones y otros 60 minutos compuestos en partituras, anotaciones y materiales adicionales. Además de la regrabación del antiguo material ya conocido también grabamos las composiciones que no fueron utilizadas en al película y las que nunca se grabaron entonces"
Edgar Froese (2014) 

## Lista de canciones
| Disco 1 |                          |                                               |          |  |
| N.º     | Título                   | Escritor(es)                                  | Duración |  |
| 1.      | «Search»                 | Edgar Froese Christopher Franke Peter Baumann | 4:17     |  |
| 2.      | «The Call»               | Edgar Froese Christopher Franke Peter Baumann | 4:52     |  |
| 3.      | «Creation»               | Edgar Froese Christopher Franke Peter Baumann | 8:03     |  |
| 4.      | «Vengeance»              | Edgar Froese Christopher Franke Peter Baumann | 6:05     |  |
| 5.      | «The Journey»            | Edgar Froese Christopher Franke Peter Baumann | 4:45     |  |
| 6.      | «Grind»                  | Edgar Froese Christopher Franke Peter Baumann | 6:38     |  |
| 7.      | «Abyss»                  | Edgar Froese Christopher Franke Peter Baumann | 7:49     |  |
| 8.      | «Mountain Road»          | Edgar Froese Christopher Franke Peter Baumann | 5:44     |  |
| 9.      | «Impression Of Sorcerer» | Edgar Froese Christopher Franke Peter Baumann | 6:54     |  |
| 10.     | «Sorcerer Theme»         | Edgar Froese Christopher Franke Peter Baumann | 3:49     |  |

| Disco 2 |                            |              |          |  |
| N.º     | Título                     | Escritor(es) | Duración |  |
| 1.      | «Approaching The Danger»   | Edgar Froese | 5:44     |  |
| 2.      | «Servant Of Misery»        | Edgar Froese | 4:48     |  |
| 3.      | «Rain And Thunder»         | Edgar Froese | 7:44     |  |
| 4.      | «In The Mist Of The Night» | Edgar Froese | 5:51     |  |
| 5.      | «Nebulous Jungle Path»     | Edgar Froese | 7:21     |  |
| 6.      | «Distance And Hope»        | Edgar Froese | 7:04     |  |
| 7.      | «Jungle On Fire»           | Edgar Froese | 8:32     |  |
| 8.      | «Crash At Dawn»            | Edgar Froese | 6:08     |  |
| 9.      | «Fast Ride To Disaster»    | Edgar Froese | 6:49     |  |

## Personal
- Edgar Froese - instrumentación, arreglos y producción
- Thorsten Quaeschning - instrumentación y arreglos
- Iris Camaa - instrumentación
- Hoshiko Yamane - instrumentación
- Linda Spa - instrumentación
- Frank Mazola - ingeniería de grabación
- Harald Pairits - masterización
- Bianca F. Acquaye - diseño gráfico y producción ejecutiva